# 恋のツキ
『恋のツキ』（こいのツキ）は、新田章による日本の漫画作品。『月刊モーニングtwo』（講談社）にて、2016年2号から2019年6月号まで連載された。2018年にはテレビ東京とNetflixのタッグによりテレビドラマ化される。
以前勤めていた会社が潰れ現在映画館でアルバイト中の、彼氏と同棲中31歳、フリーター平ワコの物語。

## 登場人物
平 ワコ（たいら ワコ）
主人公で31歳。付き合ってから4年、同棲3年目になる恋人であるふうくんとの結婚を考えている。以前勤めていた会社が潰れ、映画館でアルバイトをしているフリーター。
ふうくん
ワコと同棲中の恋人。ワコとの結婚を考えている。子供っぽい性格だが、優しい面もある。会社員。
伊古 ユメアキ
映画が趣味の15歳の高校生。家の引っ越しが多く友人が余りいない。

## 書誌情報
- 新田章『恋のツキ』 講談社〈モーニングKC〉、全7巻
  1. 2016年7月22日発売、ISBN 978-4-06-388628-3
  2. 2016年11月22日発売、ISBN 978-4-06-388670-2
  3. 2017年5月23日発売、ISBN 978-4-06-388731-0
  4. 2017年12月21日発売、ISBN 978-4-06-510740-9
  5. 2018年6月22日発売、ISBN 978-4-06-511479-7
  6. 2018年12月21日発売、ISBN 978-4-06-514113-7
  7. 2019年6月21日発売、ISBN 978-4-06-511479-7

## テレビドラマ
2018年7月27日（26日深夜）から10月12日（11日深夜）までテレビ東京系の木ドラ25枠でまで放送。11月30日からはNetflixで配信される。主演は徳永えり。

### キャスト
- 平ワコ - 徳永えり
- 青井ふうた（ふうくん） - 渡辺大知（黒猫チェルシー）
- 伊古ユメアキ - 神尾楓珠
- 水野晴子 - 伊藤沙莉
- 中村リサ - 藤井美菜
- 中村リョウタ - 池内万作
- 塚原サチ - 山田キヌヲ
- 三村彩 - 小倉優香
- 沖原隠光 - 川谷絵音
- サカキサトコ - 今泉佑唯（欅坂46）
- 森山 - 栁俊太郎
- 直樹 - 笠松将
- 美和 - 山田愛奈
- 照井幸代 - 江口のりこ
- 土屋情 - 安藤政信
- 成瀬惠介 - きたろう
- 三島 - 戸塚丈太郎
- ヤナギ - 富田望生

### スタッフ
- 原作 - 新田章
- 脚本 - 高田亮、ペヤンヌマキ、大江崇允
- 監督 - 森義仁、酒井麻衣、松本花奈、桑島憲司
- 音楽 - TOMISIRO
- チーフプロデューサー - 大和健太郎
- プロデューサー - 山本晃久
- 共同プロデューサー - 坂本和隆
- コンテンツプロデューサー - 鎌仲佑允、井原梓
- 制作 - テレビ東京・C&Iエンタテインメント

### 放送日程
| 各話     | 放送日   | サブタイトル                          | 脚本         | 監督     |
| -------- | -------- | ------------------------------------- | ------------ | -------- |
| 第一話   | 7月27日  | 映画館の恋                            | 高田亮       | 森義仁   |
| 第二話   | 8月03日  | 私の中のもうひとりの私                | 大江崇允     | 森義仁   |
| 第三話   | 8月10日  | 乱れる                                | ペヤンヌマキ | 酒井麻衣 |
| 第四話   | 8月17日  | 女は女である                          | 大江崇允     | 松本花奈 |
| 第五話   | 8月24日  | 雨に唄えば                            | ペヤンヌマキ | 桑島憲司 |
| 第六話   | 8月31日  | 台風クラブ                            | 高田亮       | 森義仁   |
| 第七話   | 9月07日  | ブルーバレンタイン                    | ペヤンヌマキ | 森義仁   |
| 第八話   | 9月14日  | ボーイ・ミーツ・ガール                | 大江崇允     | 酒井麻衣 |
| 第九話   | 9月21日  | 大人は判ってくれない                  | 高田亮       | 松本花奈 |
| 第十話   | 9月28日  | 青春残酷物語                          | ペヤンヌマキ | 酒井麻衣 |
| 第十一話 | 10月 5日 | グッド・ウィル・ハンティング / 旅立ち | 高田亮       | 森義仁   |
| 第十二話 | 10月12日 | 感情のない海                          | 高田亮       | 森義仁   |

| テレビ東京 木ドラ25                     | テレビ東京 木ドラ25                   | テレビ東京 木ドラ25                            |
| 前番組                                  | 番組名                                | 次番組                                         |
| --------------------------------------- | ------------------------------------- | ---------------------------------------------- |
| スモーキング （2018年1月19日 - 4月6日） | 恋のツキ （2018年7月27日 - 10月12日） | 藤原竜也の二回道 （2018年10月19日 - 12月28日） |

### ロケ地
- 映画館「イデオン座」：高崎電気館（群馬県高崎市）
- 高校：旧栃木県立足利西高校、栃木県立足利女子高校[2]（栃木県足利市）
- 遊園地：化女沼レジャーランド（宮城県大崎市）